# Bodonci
Bodonci (Hongaars: Bodóhegy, Prekmurees: Bodounci, Duits: Bodensdorf) is een plaats in Slovenië en maakt deel uit van de gemeente Puconci in de NUTS-3-regio Pomurska. De plaats telde 438 inwoners op 1 januari 2020.